# Koniușkî-Tulîholivski, Sambir
Koniușkî-Tulîholivski (în ucraineană Конюшки-Тулиголівські) este un sat în comuna Pohirți din raionul Sambir, regiunea Liov, Ucraina.

## Demografie
Componența lingvistică a localității Koniușkî-Tulîholivski
     Ucraineană (99,12%)
     Alte limbi (0,22%)
Conform recensământului din 2001, majoritatea populației localității Koniușkî-Tulîholivski era vorbitoare de ucraineană (99,12%), existând în minoritate și vorbitori de alte limbi.